# 19439 Allisontjong
19439 Allisontjong è un asteroide della fascia principale. Scoperto nel 1998, presenta un'orbita caratterizzata da un semiasse maggiore pari a 2,5920392 UA e da un'eccentricità di 0,0584989, inclinata di 7,28035° rispetto all'eclittica.